# 島輪中

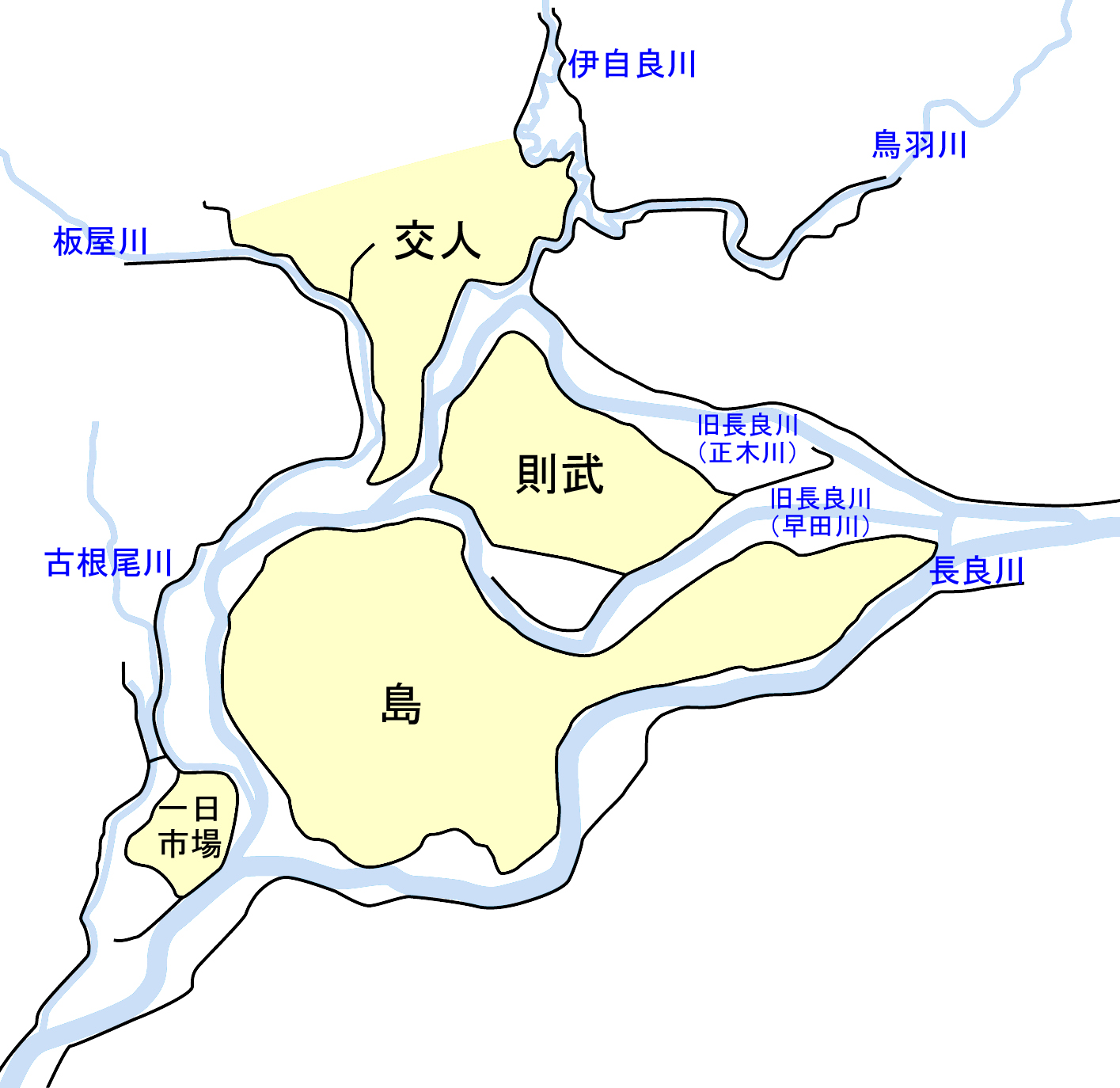
島輪中・則武輪中・一日市場輪中・交人輪中と周辺の河川の様子

島輪中（しまわじゅう）とは、岐阜県南西部の木曽三川流域にあった輪中。

## 地理

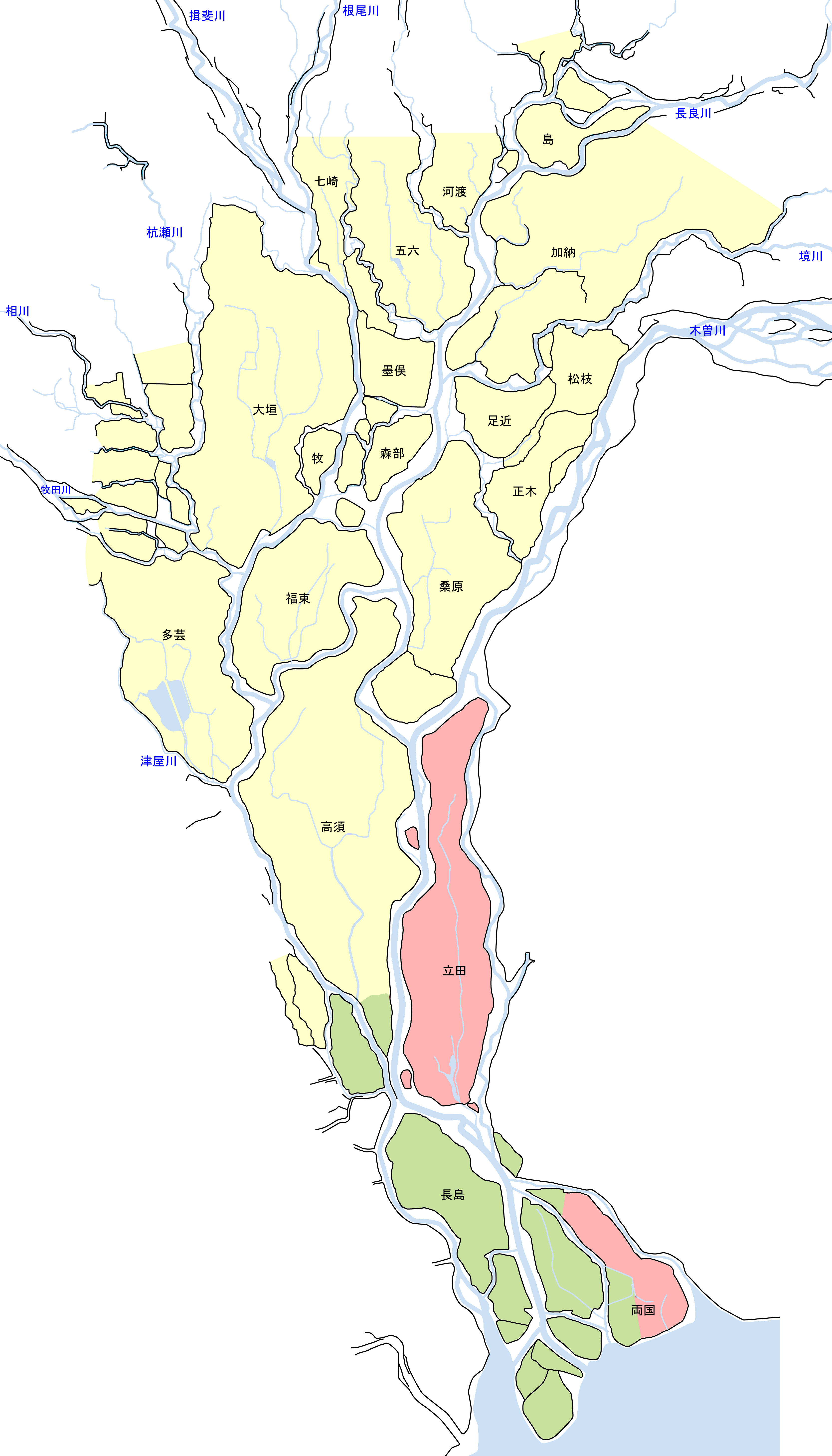
明治時代初期の輪中地帯の様子（黒字は主要な輪中名、水色線・青字は主要な河川、着色は黄が美濃国（岐阜県）・赤が尾張国（愛知県）・緑が伊勢国（三重県））

現在の岐阜市のうち、長良川・伊自良川・早田川に挟まれた地域が該当する。この地域は長良川が金華山を過ぎて濃尾平野に出る扇状地に位置するため古くから長良川が網状に乱流しており、大正時代の改修工事までは現在の長良川本流のほかに「長良古川」と「長良古々川」（あるいは「元中大川」）の2つの分流が存在していた。この分流は現在の岐阜メモリアルセンター付近で長良川と分かれた後に、早田川と正木川の位置を流れて伊自良川に合流して本流へと戻っていたが、どちらの川を「長良古川」とするかは文献によっても異なる。混同を避けるために本項目では、河道跡を現在流れる河川の名称を付して「早田長良川」「正木長良川」と表記する。
島輪中は長良川と早田長良川の間に形成されたが、早田長良川と正木長良川の間には則武輪中（のりたけわじゅう）が形成され、伊自良川などが長良川に合流する付近には一日市場輪中（ひとひいちばわじゅう）も形成されていた。また、この周辺は西側から根尾川の扇状地も迫っており、伊自良川の北側に形成された交人輪中（ましとわじゅう）の付近は長良川扇状地・根尾川扇状地の縫合部にあたり堪水が酷い地域であった。なお、交人輪中は濃尾平野における輪中分布の最北限である。

## 歴史

### 長良川の変遷と輪中形成
一般的に人の手が加わらない河川では、扇状地内で洪水を繰り返して河道を変えながら網状に流下する傾向があるが、金華山以西の長良川においても同様であった。1534年（天文3年）の大洪水以前の長良川本流は早田長良川の位置を流れたが、この大洪水によって現長良川河道が派川として現れる。1611年（慶長16年）と1614年（慶長19年）の洪水で出現した正木長良川へと本流が移るが、徐々に河道が埋まるようになり長良川河道が本流となった。
乱流する長良川の間には島状の微高地が形成されており、人々は古くからそういった土地を開発して生活していたため、現在でも近島・旦島など「島」の付く地名が名残として残る。時代を経るうちに島状の集落はより広範囲の堤防で統合されていったが、傾斜がある扇状地ゆえに下流側に堤防を持たない「尻無堤」の状態が続いた。長良川の河道が固定されると河床上昇による逆水の被害も増え、これに対処するために1802年（寛政16年）に則武輪中、1830年（天保元年）に島輪中の懸廻堤が築かれた。
なお、一日市場輪中の下流側以外の堤防は1705年（宝永2年）までに完成していたが、下流側（西側）の堤防の完成時期は分かっていない。また、交人輪中は1880年（明治13年）の成立だが、高位部にあたる西側には除のみで、堤防は持たなかった。

### 大正から昭和の長良川改修
明治時代の木曽三川分流工事によって長良川を含めた木曽三川下流域の洪水は激減したが、この工事では島輪中周辺を含めた上流域は手付かずであった。分流工事の最中にも災害が頻発したことで請願運動も高まり、大正時代に入ると木曽川上流改修工事が着手される。
長良川の一本化を目指した改修工事は1925年（大正13年）から始まった。岐阜市周辺の主要工事は1930年（昭和5年）から始まり、島輪中の周辺では長良川から分派していた早田長良川・正木長良川の分派口が締め切られた。1934年（昭和9年）には伊自良川の合流点を古根尾川沿いの一日市場輪中西側に付け替える工事が始まるが、太平洋戦争により一時工事は中止され、1950年（昭和25年）から再開された。また、1946年（昭和21年）から1951年（昭和26年）に長良川右岸の堤防が整備された。
工事の全工程は、1952年（昭和27年）2月に完了した。

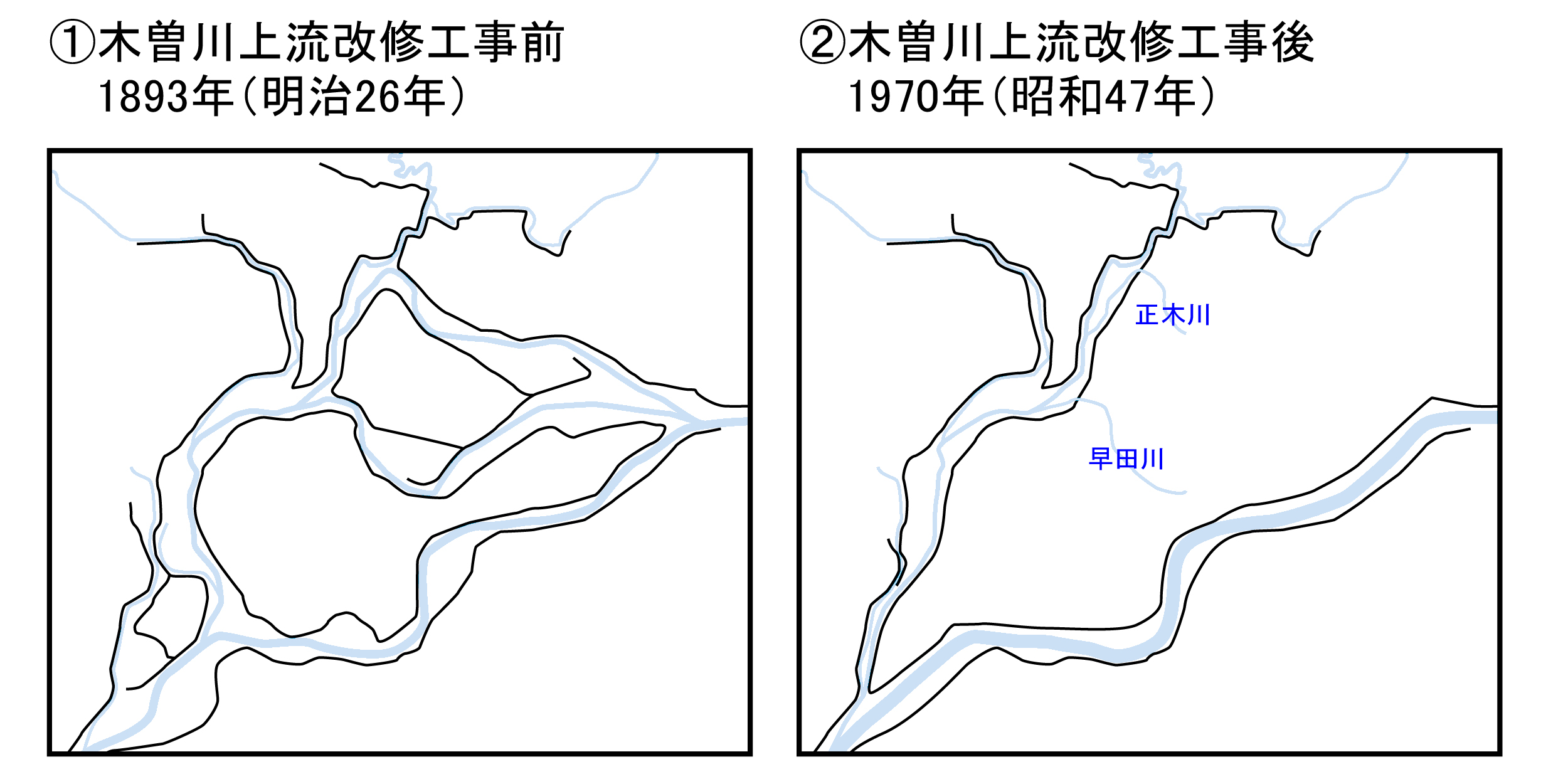
木曽川上流改修工事の前後比較